# القبلة الأخيرة (فلم 1967)
القبلة الأخيرة هو فيلم دراما مصري من إخراج محمود ذو الفقار وبطولة ماجدة، رشدي أباظة، إيهاب نافع، نجوى سالم وعبد المنعم إبراهيم، صدر الفيلم في 29 مايو 1967.

## نبذه
سامي مخرج سينمائي، يتبنى الممثلة الجديدة نيرة، ويقع في غرامها، وتصير نجمة مشهورة، ويتزوجها، ويكبر اسمها في عالم الفن لكنه أثناء إخراج أحد أفلامهما، يفاجا أن قصة حب شديدة قد تولدت بين امرأته وبين الممثل الجديد رؤوف، يحس المخرج بالعجز أمام هذه المشاعر الوليدة، ويحس بالخطر يقترب من مهنته وأسرته.

## طاقم العمل
- ماجدة بدور نيرة
- رشدي أباظة بدور سامي
- إيهاب نافع بدور رؤوف
- نجوى سالم بدور سوسن
- عبد المنعم إبراهيم بدور افتون

## وصلات خارجية
- مقالات تستعمل روابط فنية بلا صلة مع ويكي بيانات